# Cantó de Compiègne-Nord
El cantó de Compiègne-Nord és un cantó francès del departament de l'Oise, situat al districte de Compiègne. Té 5 municipis i part del de Compiègne.

## Municipis
- Bienville
- Choisy-au-Bac
- Clairoix
- Compiègne (part)
- Janville
- Margny-lès-Compiègne

## Història
| Data d'elecció                           | Identitat         | Partit                                  | Qualitat |
| ---------------------------------------- | ----------------- | --------------------------------------- | -------- |
| 1945-1970                                | Pierre Gard       | MRP, després RPF, després divers droite |          |
| 1970-1978                                | Paul Petitpoisson | CNIP                                    |          |
| 1978-1991                                | Pierre Desbordes  | RPR                                     |          |
| 1991-1992                                | Philippe Marini   | RPR                                     |          |
| 1992-2001                                | Michel Woimant    | RPR                                     |          |
| 2001-2002                                | Philippe Marini   | RPR                                     |          |
| 2002-                                    | Éric de Valroger  | Divers droite, després UMP              |          |
| les dades anteriors no són pas conegudes |                   |                                         |          |
|                                          |                   |                                         |          |